# Наконечный (группа)
Наконечный — российская рок-группа из Санкт-Петербурга, образованная в 2018 году. Автором музыки и текстов является бессменный лидер коллектива Александр Наконечный.
Артисты крупного российского лейбла — «Soyuz Music», номинанты премии «Чартовой Дюжины» и ротации «НАШЕго радио», постоянные участники фестиваля «Улетай».

## История
Первый полноформатный альбом группы под названием «432» вышел в 2018 году.
Второй альбом «Нищета и свобода», состоящий из двух частей (сторона А и сторона Б), стал для группы знаковым. В нём приняли участие приглашённые гости: Дмитрий Соколов из группы «Йорш» и Андрей Грейчайник из группы «ДМЦ (Дороги Меняют Цвет)» в песне «Юра, мы всё про..ли», а также Лева Сазонов из группы «Dругой ветер» записал партию голоса в песне «Пой со мною, весна!»
Также в это время выходит коллаборация «Шрамы» из альбома «Счастье. Часть 2» группы Йорш, позже на песню выпустили клип, режиссёром которого выступил Саша Наконечный.
Третий альбом «Экзистенциализм» был записан в 2022 году. В этом же году выходит большая совместная работа по количеству участников в песне «Не те уже мечты» с такими группами как: «Сектор Газовой Атаки», «Азон», «Нрав», которая попадает в «Чартову Дюжину» на «Наше радио» и доходит до 2-го места в чарте.
Параллельно Саша Наконечный развивается, как режиссёр и сценарист. На счету Наконечного большое количество клипов и один документальный фильм «Прыжок в пустоту с завязанными глазами» Мотивационный документальный фильм о рок-музыкантах андеграунда из России, рассказывающих о своих воспоминаниях из детства, о становлении и падениях, личной философии, отношению к жизни, смерти, искусству и мечтам. Откровенная режиссёрская работа Саши Наконечного собрала уникальные кадры, архивы и фотографии десяти участников фильма. Героями фильма стали Толя Царёв («Операция Пластилин»), Костя Кулясов («Анимация»), Дима Сокол («Йорш»), Лёва Сазонов («Dругой ветер»), Витя Ужаков (Ploho), Андрей Грейчайник (ДМЦ), Толян Скляренко («Бригадный подряд»), Никита Черников (Ravanna), Лёха Никонов (ПТВП), Саша Наконечный («Наконечный»).
2023 году выходит в свет ЕР «Оттепель», где все песни исполняет супруга Саши — Аида Наконечная.
2023 году выходит первый поэтический сборник «Саша Наконечный. Стихотворения».

## Дискография
- 2018 — альбом «432»
- 2020 — альбом «Нищета и Свобода» (Сторона А и Сторона Б)
- 2021 — сингл «Сердце» (при уч. Растич)
- 2021 — альбом «Экзистенциализм»
- 2021 — сингл «Не те уже мечты» (при уч. Сектор Газовой Атаки, Азон, Нрав)
- 2022 — сингл «Остыньте!» (при уч. Азон)
- 2022 — сингл «Нас запомнят живыми однажды»
- 2022 — сингл «Школьная берёза»
- 2022 — сингл «На воле»
- 2023 — EP «Оттепель»
- 2023 — сингл «Аттракционы»
- 2023 — сингл «Мы пройдём с тобой»
- 2023 — сингл «Анабиоз»
- 2024 — сингл «Наши имена»
- 2024 — ЕР «После меня»[6]
- 2024 — сингл «Кофе 2.0»
- 2024 — сингл «Слезы»
- 2024 — альбом «Сказка про Ивана-Дурака и Лису-Василисы»
- 2024 — сингл «Одуванчики» (Акустическая версия)
- 2024 — сингл «Я остаюсь» (при уч. Лучший самый день)
- 2024 — сингл «Обнимай меня!» (при уч. Поэмы Дарвина)
- 2025 — сингл «Жизнь без тебя»

## Фильмография
- 2022 — «Прыжок в пустоту с завязанными глазами» Документальный. (актёр, интервьюер, режиссёр, продюсер)

### Клипы
- 2017 — Наконечный — Туман [7] (актёр, режиссёр)
- 2017 — Наконечный — Война [8] (актёр, режиссёр)
- 2018 — Наконечный — Больны [9] (актёр, режиссёр)
- 2020 — Йорш, Наконечный — Шрамы [10] (актёр, режиссёр)
- 2020 — Йорш — В сердце игрушки (режиссёр)
- 2021 — Йорш — В тиктоке (режиссёр)
- 2021 — Йорш — Папа придёт (режиссёр)
- 2021 — Наконечный, Йорш, ДМЦ — Юра, мы всё прое***ли.[11] (актёр, режиссёр)
- 2021 — ДМЦ — Время удивительных историй. (актёр, режиссёр)
- 2022 — Йорш — 2007 [12] (режиссёр)
- 2022 — Азон — Незачем спешить (актёр, режиссёр)
- 2022 — Наконечный — Нас запомнят живыми однажды [13] (актёр, режиссёр)
- 2022 — Слава Ефимов, Наконечный — Человек Человеку Друг (актёр, режиссёр)
- 2022 — Ravanna — Серое (актёр)
- 2022 — Манекены — Дети (режиссёр)
- 2022 — Break My Fucking Sky — Fhantom Pains (режиссёр)
- 2023 — Наконечный, Dругой Ветер — Пой со мною, весна [14] (актёр, режиссёр)
- 2023 — Бранимир, Александр Корюковец — Великая жизнь (режиссёр)
- 2023 — Бранимир, Александр Корюковец — Фазан (режиссёр)
- 2023 — Бранимир, Александр Корюковец — На горбах Матроны и Терезы. (режиссёр)
- 2023 — Бродячий Цирк — Страх (режиссёр)
- 2023 — Йорш — Анархия (режиссёр)
- 2023 — Наконечный — Аттракционы (актёр, режиссёр)[15]
- 2024 — Имплоzия — Время потерянных (режиссёр)
- 2024 — Имплоzия — «Ранен любовью» (режиссёр)
- 2025 — Наконечный — «Детство»[16]